# Maneter i Sverige
I svenska vatten förekommer främst tre arter av manet: öronmanet, röd brännmanet och blå brännmanet. Öronmanet är den enda art som även uppträder i Östersjön, medan övriga endast lever i saltvatten och förekommer på Västkusten och vissa längs med Skånes kust. Utöver dessa tre förekommer även mer sällsynt kompassmanet och lungmanet. Det har även gjorts enstaka fynd av andra arter. Utöver dessa förekommer det också kammaneter i svenska vatten, men dessa är inte maneter och ej heller nära släkt med dessa. En annan art som mycket sällsynt observerats är klängmanet som trots namnet inte är nära släkt med maneterna utan tillhör hydrozoerna.
| Namn                                | Förekomst      | Storlek som medusa (i diameter) | Giftighet för människan | Bild |
| ----------------------------------- | -------------- | ------------------------------- | ----------------------- | ---- |
| Öronmanet (Aurelia aurita)          | vanlig         | 10-30 cm                        | Bränns ej               |      |
| Röd brännmanet (Cyanea capillata)   | vanlig         | 15–40 cm (eller större)         | Bränns kraftigt         |      |
| Blå brännmanet (Cyanea lamarckii)   | vanlig         | 10–30 cm                        | Bränns                  |      |
| Lungmanet (Rhizostoma pulmo)        | ovanlig        | 50 cm                           | Svagt brännande         |      |
| Kompassmanet (Chrysaora hysoscella) | ovanlig        | 20 cm                           | Bränns kraftigt         |      |
| Lysmanet (Pelagia noctiluca)        | mycket ovanlig | 5–6 cm                          | Bränns kraftigt         |      |